# Chemin de fer Buenos Aires a Rosario
Le chemin de fer Buenos Aires a Rosario est une ancienne société argentine de chemin de fer exploitée par la Grande-Bretagne. Conçue à l'origine comme une ligne reliant Buenos Aires à Campana, elle s'est par la suite étendue aux provinces de Santa Fe, Santiago del Estero, et Tucumán. 

## Histoire
Dans les années 1870, les habitants de la zone littorale qui arrivaient à Buenos Aires en train devaient naviguer sur le rio Sarmiento jusqu'à Tigre, où le Ferrocarril del Norte de Buenos Aires (chemin de fer du nord de Buenos Aires) les transportait jusqu'au centre de la ville. Souvent, la rivière ne pouvait pas être empruntée en raison de la baisse du niveau des eaux, ce qui laissait les passagers en attente pendant de longues périodes. 
Guillermo Matti conçoit l'idée de construire un chemin de fer qui reliait Buenos Aires à Campana. Dans cette ville, les passagers pourraient prendre un bateau pour Rosario et d'autres villes du littoral argentin, économisant ainsi un temps de navigation considérable. Le nouveau chemin de fer ferait concurrence au FCNBA.
Le 13 janvier 1876, la ligne fait son premier voyage de la gare centrale à Campana. Les présidents des compagnies ferroviaires impliquées dans le projet faisaient partie du voyage inaugural. La compagnie assurait un total de 4 services par jour (2 trains aller et 2 trains retour). Chaque voyage durait en moyenne trois heures.
En raison du grand succès rencontré, le chemin de fer de Buenos Aires et Campana a demandé à étendre ses voies de Campana à Rosario. Cette demande a été approuvée et la compagnie a transféré ses actions à une société récemment créée, appelée Buenos Aires and Rosario Railway. La voie principale s'étend jusqu'à Zárate, puis jusqu'à Baradero (1885), pour atteindre Rosario à la fin de l'année 1885, avec pour terminus la gare de Rosario Norte (anciennement nommée Sunchales, située sur les avenues Aristóbulo del Valle et Ovidio Lagos). Le premier service à destination de Rosario démarre à la gare centrale de Buenos Aires le 1er février 1886. 
À partir de ce moment, le rythme d'expansion de l'entreprise s'accélère et, depuis Rosario, la ligne est prolongée jusqu'à Gálvez (octobre 1886), Rafaela (mars 1887), Sunchales (juin 1887) (toutes des villes de la province de Santa Fe), La Banda (septembre 1890) et Tucumán (février 1891). Des lignes secondaires ont été construites de San Lorenzo à Puerto San Martín et Puerto Cerana (1889), de Bernardo de Irigoyen à Santa Fe (1892), Gálvez à San Francisco (1890), de La Banda à Santiago del Estero (février 1891), et de Cevil Pozo à El Chañar (1896).